# Zodarion granulatum
Zodarion granulatum är en spindelart som beskrevs av Kulczynski 1908. Zodarion granulatum ingår i släktet Zodarion och familjen Zodariidae. Inga underarter finns listade i Catalogue of Life.